# Démographie du Val-de-Marne
La démographie du Val-de-Marne est caractérisée par une très forte densité et une population jeune qui croît depuis les années 1950.
Avec ses 1 419 531 habitants en 2022, le département français du Val-de-Marne se situe en 13e position sur le plan national.
En six ans, de 2015 à 2021, sa population s'est accrue de près de 43 000 unités, c'est-à-dire de plus ou moins 7 200 personnes par an. Mais cette variation est différenciée selon les 47 communes que comporte le département.
La densité de population du Val-de-Marne, 5 794 habitants par kilomètre carré en 2022, est 54 fois supérieure à celle de la France entière qui est de 107,1 hab./km2 pour la même année.

## Évolution démographique du département du Val-de-Marne
Les habitants du Val-de-Marne sont les Val-de-Marnais. Le département est très urbanisé près de Paris mais conserve quelques rares espaces agricoles au sud-est, sur le versant du plateau de la Brie.
En 1999, 24,8 % de la population avait moins de 20 ans pour 57,6 % de 20 à 59 ans et 16,5 % de plus de 60 ans. En 2004, ces chiffres passent à 26,0 % de la population a moins de 20 ans pour 56,9 % de 20 à 59 ans et 17,1 % de plus de 60 ans. 
Avec 54 963 étrangers de l'Union européenne et 89 951 étrangers hors Union européenne en 1999, le Val-de-Marne compte 11,8 % de population étrangère. Ce chiffre est en baisse (moins 1 %) par rapport à 1990. L'accroissement de la population s'appuie sur un fort taux de natalité compensant un solde migratoire très déficitaire. Sur la période 1990-1999, le solde naturel s'établit à +87 172 habitants tandis que le solde migratoire affiche dans le même temps un déficit de 75 460 habitants. 
En 2022, le département comptait 1 419 531 habitants, en évolution de +3 % par rapport à 2016 (France hors Mayotte : +2,11 %).
| 1881    | 1886    | 1891    | 1896    | 1901    | 1906    | 1911    | 1921    | 1926    |
| ------- | ------- | ------- | ------- | ------- | ------- | ------- | ------- | ------- |
| 161 607 | 194 926 | 213 706 | 246 351 | 288 879 | 330 308 | 386 073 | 462 200 | 559 870 |

| 1931    | 1936    | 1946    | 1954    | 1962    | 1968      | 1975      | 1982      | 1990      |
| ------- | ------- | ------- | ------- | ------- | --------- | --------- | --------- | --------- |
| 657 322 | 685 295 | 672 024 | 767 529 | 967 200 | 1 121 319 | 1 215 713 | 1 193 655 | 1 215 538 |

| 1999      | 2006      | 2011      | 2016      | 2021      | 2022      | - | - | - |
| --------- | --------- | --------- | --------- | --------- | --------- | - | - | - |
| 1 227 250 | 1 298 340 | 1 333 702 | 1 378 151 | 1 415 367 | 1 419 531 | - | - | - |

## Population par divisions administratives

### Arrondissements
Le département du Val-de-Marne comporte trois arrondissements. La population se concentre principalement sur l'arrondissement de l'Haÿ-les-Roses, qui recense 41 % de la population totale du département en 2022, avec une densité de 6 514,8 hab./km2, contre 36 % pour l'arrondissement de Nogent-sur-Marne et 23 % pour celui de Créteil.
| Arrondissement   | Population(2022) | Variation(2022/2016)                       | Superficie(km2) | Densité(hab./km2) |
| ---------------- | ---------------- | ------------------------------------------ | --------------- | ----------------- |
| L'Haÿ-les-Roses  | 579 162          | en évolution de +3,69 % par rapport à 2016 | 88,9            | 6 514,8           |
| Nogent-sur-Marne | 516 281          | en évolution de +1,46 % par rapport à 2016 | 56,3            | 9 170,2           |
| Créteil          | 324 088          | en évolution de +4,29 % par rapport à 2016 | 99,8            | 3 247,4           |
| Source : Insee.  |                  |                                            |                 |                   |

### Communes de plus de50 000 habitants
Sur les 47 communes que comprend le département du Val-de-Marne, 40 ont en 2021 une population municipale supérieure à 10 000 habitants, 22 ont plus de 25 000 habitants, huit ont plus de 50 000 habitants et quatre ont plus de 75 000 habitants : Vitry-sur-Seine, Créteil, Champigny-sur-Marne et Saint-Maur-des-Fossés.
Les évolutions respectives des communes de plus de 50 000 habitants sont présentées dans le tableau ci-après.
| Commune               | Population(2022) | Variation(2022/2016)                       | Superficie(km2) | Densité(hab./km2) |
| --------------------- | ---------------- | ------------------------------------------ | --------------- | ----------------- |
| Vitry-sur-Seine       | 95 282           | en évolution de +2,72 % par rapport à 2016 | 11,67           | 8 164,7           |
| Créteil               | 92 859           | en évolution de +3,88 % par rapport à 2016 | 11,46           | 8 102,9           |
| Champigny-sur-Marne   | 78 367           | en évolution de +1,24 % par rapport à 2016 | 11,3            | 6 935,1           |
| Saint-Maur-des-Fossés | 76 010           | en évolution de +1,49 % par rapport à 2016 | 11,25           | 6 756,4           |
| Ivry-sur-Seine        | 64 526           | en évolution de +6,18 % par rapport à 2016 | 6,1             | 10 578            |
| Maisons-Alfort        | 57 422           | en évolution de +3,86 % par rapport à 2016 | 5,35            | 10 733,1          |
| Villejuif             | 58 142           | en évolution de +4,8 % par rapport à 2016  | 5,34            | 10 888            |
| Fontenay-sous-Bois    | 52 646           | en évolution de −1,46 % par rapport à 2016 | 5,58            | 9 434,8           |
| Source : Insee.       |                  |                                            |                 |                   |

## Structures des variations de population

### Soldes naturels et migratoires depuis 1968
La variation totale de population diminue depuis les années 1970, passant de 1,2 à 0,5 %.
Le solde naturel annuel qui est la différence entre le nombre de naissances et le nombre de décès enregistrés au cours d'une même année baisse, passant de 0,9 à 0,8 %. La baisse du taux de natalité, qui passe de 17,3 à 14,7 ‰, est en fait compensée par une baisse plus faible du taux de mortalité, qui parallèlement passe de 8,7 à 6,4 ‰.
Le flux migratoire diminue et devient négatif, le taux annuel passant de 0,3 à −0,3 %.
| Indicateurs démographiques                       | 1968 à1975 | 1975 à1982 | 1982 à1990 | 1990 à1999 | 1999 à2010 | 2010 à2015 | 2015 à2021 |
| ------------------------------------------------ | ---------- | ---------- | ---------- | ---------- | ---------- | ---------- | ---------- |
| Variation annuelle moyenne de la population en % | 1,2        | -0,3       | 0,2        | 0,1        | 0,7        | 0,7        | 0,5        |
| - due au solde naturel en %                      | 0,9        | 0,7        | 0,7        | 0,8        | 0,9        | 1,0        | 0,8        |
| - due au solde apparent des entrées sorties en % | 0,3        | -0,9       | -0,5       | -0,7       | -0,2       | -0,3       | -0,3       |
| Taux de natalité en ‰                            | 17,3       | 15,1       | 15,1       | 15,4       | 15,7       | 15,7       | 14,7       |
| Taux de mortalité en ‰                           | 8,7        | 8,3        | 8,0        | 7,4        | 6,6        | 6,1        | 6,4        |
| Source : Insee.                                  |            |            |            |            |            |            |            |

### Mouvements naturels sur la période 2014-2022
En 2014, 21 566 naissances ont été dénombrées contre 7 953 décès. Le nombre annuel des naissances a diminué depuis cette date, passant à 18 696 en 2022, indépendamment à une augmentation, mais relativement faible, du nombre de décès, avec 9 086 en 2022. Le solde naturel est ainsi positif et diminue, passant de 13 613 à 9 610.
Pour des raisons techniques, il est temporairement impossible d'afficher le graphique qui aurait dû être présenté ici.

## Densité de population
En 2021, la densité était de 5 776,3 hab./km2.
| 1968 |  | 4576.3 |  |

| 1975 |  | 4961.5 |  |

| 1982 |  | 4871.5 |  |

| 1990 |  | 4960.8 |  |

| 1999 |  | 5008.6 |  |

| 2010 |  | 5418.7 |  |

| 2015 |  | 5600.9 |  |

| 2021 |  | 5776.3 |  |

## Répartition par sexes et tranches d'âges
La population du département est plus jeune qu'au niveau national.
En 2021, le taux de personnes d'un âge inférieur à 30 ans s'élève à 39,4 %, soit au-dessus de la moyenne nationale (35,1 %). À l'inverse, le taux de personnes d'âge supérieur à 60 ans est de 20,2 % la même année, alors qu'il est de 26,6 % au niveau national.
En 2021, le département comptait 681 450 hommes pour 733 917 femmes, soit un taux de 51,85 % de femmes, légèrement supérieur au taux national (51,61 %).
Les pyramides des âges du département et de la France s'établissent comme suit.
| Hommes | Classe d’âge | Femmes |
| ------ | ------------ | ------ |
| 0,5    | 90 ou +      | 1,4    |
| 5,1    | 75-89 ans    | 7,2    |
| 12,6   | 60-74 ans    | 13,6   |
| 19,4   | 45-59 ans    | 19     |
| 21,1   | 30-44 ans    | 21,1   |
| 20,9   | 15-29 ans    | 19,5   |
| 20,3   | 0-14 ans     | 18,2   |

| Hommes | Classe d’âge | Femmes |
| ------ | ------------ | ------ |
| 0,7    | 90 ou +      | 1,9    |
| 7,0    | 75-89 ans    | 9,5    |
| 16,6   | 60-74 ans    | 17,5   |
| 20,0   | 45-59 ans    | 19,5   |
| 18,8   | 30-44 ans    | 18,3   |
| 18,3   | 15-29 ans    | 16,7   |
| 18,6   | 0-14 ans     | 16,7   |

## Répartition par catégories socioprofessionnelles
La catégorie socioprofessionnelle des cadres et professions intellectuelles supérieures est surreprésentée par rapport au niveau national. Avec 17 % en 2021, elle est 6,9 points au-dessus du taux national (10,1 %). La catégorie socioprofessionnelle des retraités est quant à elle sous-représentée par rapport au niveau national. Avec 19 % en 2021, elle est 7,8 points en dessous du taux national (26,8 %).
| Catégorie socioprofessionnelle                    | 2015      | 2015 | 2021      | 2021 | Détails de l'année 2021 | Détails de l'année 2021 | Détails de l'année 2021            | Détails de l'année 2021            | Détails de l'année 2021            |
| Catégorie socioprofessionnelle                    | Nb        | %    | Nb        | %    | Hommes                  | Femmes                  | Part en % de la population âgée de | Part en % de la population âgée de | Part en % de la population âgée de |
| Catégorie socioprofessionnelle                    | Nb        | %    | Nb        | %    | Hommes                  | Femmes                  | 15 à 24 ans                        | 25 à 54 ans                        | 55 ans ou +                        |
| ------------------------------------------------- | --------- | ---- | --------- | ---- | ----------------------- | ----------------------- | ---------------------------------- | ---------------------------------- | ---------------------------------- |
| Agriculteurs exploitants                          | 94        | 0,0  | 117       | 0,0  | 72                      | 45                      | 0,0                                | 0,0                                | 0,0                                |
| Artisans, commerçants, chefs d'entreprise         | 33 988    | 3,1  | 37 611    | 3,3  | 28 119                  | 9 492                   | 0,7                                | 4,6                                | 2,5                                |
| Cadres et professions intellectuelles supérieures | 169 804   | 15,4 | 194 989   | 17,0 | 106 000                 | 88 989                  | 4,1                                | 26,3                               | 9,1                                |
| Professions intermédiaires                        | 182 860   | 16,6 | 184 146   | 16,1 | 79 849                  | 104 298                 | 9,8                                | 23,3                               | 8,0                                |
| Employés                                          | 200 351   | 18,2 | 193 664   | 16,9 | 62 202                  | 131 461                 | 13,6                               | 23,0                               | 9,1                                |
| Ouvriers                                          | 99 149    | 9,0  | 96 541    | 8,4  | 79 405                  | 17 136                  | 5,5                                | 11,6                               | 4,9                                |
| Retraités                                         | 222 281   | 20,2 | 217 248   | 19,0 | 94 056                  | 123 192                 | 0,0                                | 0,1                                | 57,6                               |
| Autres personnes sans activité professionnelle    | 194 480   | 17,6 | 221 526   | 19,3 | 94 183                  | 127 342                 | 66,3                               | 11,0                               | 8,9                                |
| Ensemble                                          | 1 103 008 | 100  | 1 145 841 | 100  | 543 885                 | 601 956                 | 100                                | 100                                | 100                                |
| Sources : Insee,.                                 |           |      |           |      |                         |                         |                                    |                                    |                                    |